# SMILES

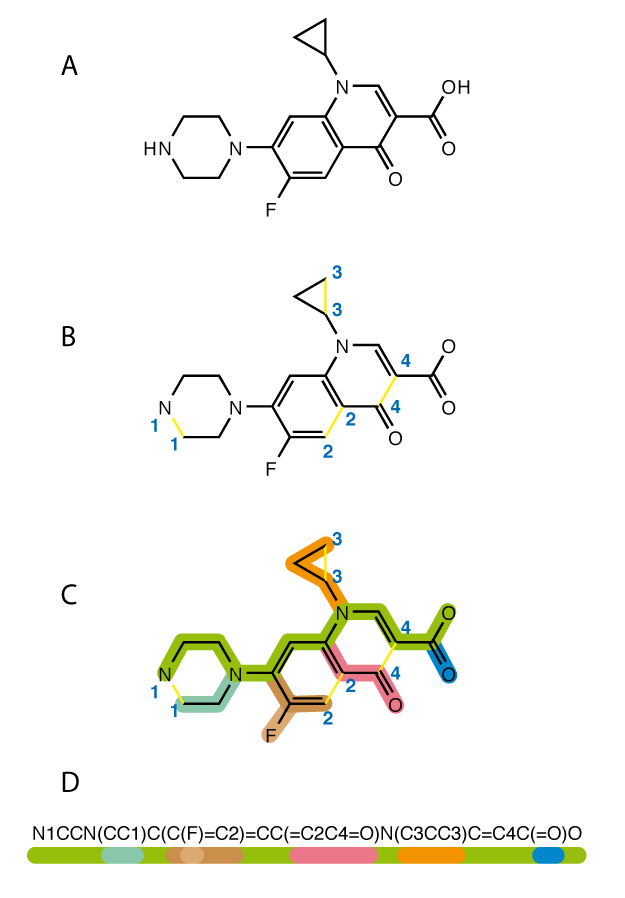
Генерація номера SMILES:
Спочатку кодуються розірвані кільця, потім описується відгалуження від основної структури.

SMILES (англ. Simplified Molecular Input Line Entry Specification) — специфікація спрощеного представлення молекул в рядку введення — система правил (специфікація) однозначного опису складу та структури молекули хімічної речовини з використанням рядка символів ASCII у рядковому типі.
Рядок символів, складений за правилами SMILES, може бути перетворений багатьма молекулярними редакторами у двовимірну або тривимірну структурну формулу молекули.
Початковий варіант специфікації SMILES був розроблений Артуром (Arthur Weininger) і Девідом (David Weininger) Вайнінґерами наприкінці 1980-х. Надалі стандарт був модифікований і розширений; найактивнішу участь у цій роботі взяла компанія Daylight Chemical Information Systems, Inc.
У 2007 році прийнято відкритий стандарт OpenSMILES розроблений Blue Obelisk.

## Приклади
| SMILES запис                     | Структурна формула | Назва                     |
| -------------------------------- | ------------------ | ------------------------- |
| C                                | CH4                | Метан                     |
| CC                               | CH3-CH3            | Етан                      |
| CCC                              | CH3-CH2-CH3        | Пропан                    |
| Clc(c(Cl)c(Cl)c1C(=O)O)c(Cl)c1Cl | C7HCl5O2           | Пентахлорбензойна кислота |

## Атоми
Атоми позначаються символами хімічних елементів у квадратних дужках, наприклад, золото позначається як [Au]. Для елементів- складових органічних молекул (B, C, N, O, P, S, F, Cl, Br, I) дужки можуть бути опущені. У цьому випадку атоми водню можна не вказувати в явному вигляді, якщо їх кількість відповідає найменшій нормальній валентності відповідно до явно заданих зв'язків. Атоми в складі ароматичних циклів зазвичай записуються малими літерами замість великих. При необхідності вказати формальний заряд частинки атоми водню і символ заряду записуються в явному вигляді. Ізотопи записуються в квадратних дужках із зазначенням атомної ваги перед символом атома, наприклад, ізотоп 13C буде записаний як [13C].
Наприклад, запис SMILES для води буде виглядати як O, для етанолу — CCO. Аніон гідроксилу записується [OH-], а іон заліза (II) як [Fe+2].

## Зв'язки
| Зв'язок                  | Символ | опція |
| ------------------------ | ------ | ----- |
| Простий зв'язок          | -      | так   |
| Подвійний зв'язок        | =      | ні    |
| Потрійний зв'язок        | #      | ні    |
| Чотирьохкратний зв'язок* | $      | ні    |
| Ароматичні зв'язки       | :      | так   |

* Лише OpenSMILES

## Розгалуження
Бічні ланцюги молекули поміщають в круглі дужки. Наприклад, пропіонова кислота записується як CCC(= O)O. Канонічна форма запису трифторметану виглядає як C(F)(F)F, однак такий запис незручний для читання внаслідок своєї перевантаженості дужками, тому ту ж молекулу можна записати в неканонічній формі як FC(F)F.
| Структурна формула | SMILES-String                                  | Назва               |
| ------------------ | ---------------------------------------------- | ------------------- |
|                    | CC(=O)O                                        | Оцтова кислота      |
|                    | CC(C)(C)O                                      | трет-Бутанол        |
|                    | C(C(CO[N+](=O)[O-])O[N+](=O)[O-])O[N+](=O)[O-] | Тринітрат гліцерину |

## Циклічні структури
Атоми, що знаходяться на кінцях розірваного при побудові кістяка набору зв'язків, позначаються одним і тим же номером. Наприклад, циклогексан записується як C1CCCCC1, а бензол — як c1ccccc1.
| Структурна формула            | SMILES-String                                     | Назва          |
| ----------------------------- | ------------------------------------------------- | -------------- |
| Strukturformel Benzol         | c1ccccc1                                          | Бензол         |
| Strukturformel Trinitrotoluol | Cc1c([N+]([O-])=O)cc([N+]([O-])=O)cc1[N+]([O-])=O | Тринітротолуол |
| Strukturformel Naphthalin     | C1=CC=C2C=CC=CC2=C1                               | Нафталін       |